# Église d'Iniö
L'église d'Iniö (finnois : Iniön kirkko) ou église Sophia Wilhelmina  (finnois : Iniö kyrka Sophia Wilhelmina d'Iniö)est une église construite à Iniö dans la municipalité de Parainen en Finlande.

## Présentation
L'église porte le nom de la princesse Sophia Wilhelmina de Suède, née au palais royal de Stockholm au moment de l'inauguration de l'édifice. 
Johan Ahlström a conçu les plans originaux de l'édifice. 
Avant le début des travaux de construction, ils ont été modifiés par Gustaf af Sillén. 
L'église est construite en 1797–1800 sous la direction de Mikael Piimänen.
Lorsque l'église est incendiée en 1880, l'architecte Carl Johan von Heideken en conçoit les travaux de réparation. 
De 1967 à 1968, l'église a subi d'importants travaux de restauration et de rénovation, au cours desquels l'aspect actuel de l'église a été façonné.
Le retable de l'église peint par Wivi Munsterhjelm en 1907 représente l'annonce aux bergers. 
La chaire est conçue par Carl Johan von Heideken et l'orgue est construit par Hans Heinrich en 1969.
La direction des musées de Finlande a classé l'église d'Iniö parmi les sites culturels construits d'intérêt national.